# Modest Mouse
Modest Mouse (с англ. — «Скромная мышь») — американская рок-группа, образованная в 1993 году в городе Иссакуа, штат Вашингтон, в настоящее время базирующаяся в Портленде, штат Орегон. Основателями группы были вокалист и гитарист Айзек Брок, барабанщик Джеремайя Грин и басист Эрик Джуди. Они получили признание критиков за свои альбомы The Lonesome Crowded West (1997) и The Moon & Antarctica (2000), а также добились широкого успеха благодаря выпуску альбома Good News for People Who Love Bad News (2004) и синглов с него «Float On» и «Ocean Breathes Salty». Good News for People Who Love Bad News был номинирован на премию Грэмми за лучший альбом альтернативной музыки в 2005 году. Он был сертифицирован RIAA как дважды платиновый в марте 2024 года, и был продан тиражом более 1,5 миллиона копий в Соединенных Штатах к 2006 году.
Начиная с дебютного альбома This Is a Long Drive for Someone with Nothing to Think About (1996), состав группы в основном состоял из Брока и Грина, претерпев несколько изменений. По состоянию на 2024 год Брок является единственным оригинальным участником группы, поскольку Грин умер в декабре 2022 года. Джуди участвовал во всех альбомах Modest Mouse до своего ухода в 2012 году. Гитарист Джонни Марр (бывший участник The Smiths) присоединился к группе в 2006 году, вскоре после перкуссиониста Джо Пламмера (бывшего участника The Black Heart Procession) и мультиинструменталиста Тома Пелосо, для работы над альбомом We Were Dead Before the Ship Even Sank (2007). Гитарист Джим Фэйрчайлд присоединился к группе в 2009 году. Шестой альбом группы, Strangers to Ourselves, вышел в 2015 году, а седьмой, The Golden Casket, — в 2021 году.

## Характеристики
Название
Название группы происходит из отрывка рассказа «Пятно на стене» Вирджинии Вулф: «Хочется размышлять о чём-то приятном, и в этих размышлениях должна отражаться моя подсознательная вера в себя, ибо такие мысли наиболее приятны, и они нередко посещают даже самых скромных [modest], неприметных [mouse-coloured] людей, которые искренне убеждены, что они вовсе не склонны восхищаться собой».
Стиль
Марси Донельсон из AllMusic назвала звучание Modest Mouse «взрывоопасной смесью панковской сырости и напряжённой атмосферы», демонстрирующей тенденции к «легкому попу». Ранние релизы группы, как говорят, представляли собой смесь эмо, построка, фолка и прогрессивной музыки. Лирические темы фронтмена Айзека Брока, как правило, затрагивают такие темы, как жизнь в маленьком городке и религия. Несмотря на поп-чувствительность поздних работ Modest Mouse, ранние релизы группы отличались резкостью и экспериментальностью. Джим Александер из NME написал в современной рецензии на альбом The Lonesome Crowded West: «Modest Mouse — это звучание Тихоокеанского Северо-Запада — эта музыка такая же суровая, как и местность, откуда она родом».

## Участники группы
Текущий состав
- Айзек Брок (Isaac Brock) — гитара, вокал, банджо, укулеле (с 1993);
- Эрик Джуди (Eric Judy) — бас-гитара, акустическая гитара (с 1993);
- Джеремайа Грин (Jeremiah Green) — ударные, перкуссия (1993—2003, 2004—2023) (†);
- Джо Пламмер (Joe Plummer) — ударные, перкуссия (с 2004);
- Том Пелосо (Tom Peloso) — гитара, контрабас, клавишные, скрипка, горн (с 2004).

Участники в турах
- Джим Фэйрчайлд (Jim Fairchild) — гитара, вокал (2005, затем с 2009);
- Робин Перингер (Robin Peringer) — гитара (2000—2003).

Бывшие участники
- Джон Уикхарт (John Wickhart) — бас-гитара (1994—1995);
- Данн Галуччи (Dann Gallucci) — гитара (1997—1998, 2003—2004);
- Бенджамин Вейкель (Benjamin Weikel) — ударные (2003—2004);
- Джонни Мар — гитара, вокал (2006—2009)[6].

Временная шкала

## Дискография
Смотри статью «Дискография Modest Mouse» в англ. разделе.
- This Is a Long Drive for Someone with Nothing to Think About (1996)
- The Lonesome Crowded West (1997)
- The Moon & Antarctica (2000)
- Good News for People Who Love Bad News (2004)
- We Were Dead Before the Ship Even Sank (2007)
- Strangers to Ourselves (2015)
- The Golden Casket (2021)